# Hrvati u Tridesetogodišnjem ratu
Hrvati u Tridesetogodišnjem ratu sudjelovali su kao pješaci i laki konjanici te su glasili za vrlo cijenjene plaćenike u carskoj, bavarskoj, španjolskoj, danskoj i francuskoj vojsci. Hrvatsko konjaništvo i pješaštvo je tada ostalo zapaženo kao izvanredno učinkovito i proslavilo se u brojnim bitkama. Posebno presudni bili su hrvatski ratnici u bitkama kod Lützena i kod Nördlingena. Osim u carskoj vojski postrojbe hrvatskih vojnika osnovane su i u: Bavarskoj (1631. i 1645.), Španjolskoj (1638., 1639. i 1642.) i vjerojatno u Nizozemskoj. Nakon rata je i u Češkoj 1656. godine osnovana jedna hrvatska satnija.

## Povijest
Nakon prestanka ratova s Osmanlijama hrvatski vojnici (laki konjanici i pješaci) se na poziv carske vojske odlaze boriti diljem Europe. Ti laki konjanici, koji su bili naoružani kratkim puškama, u carskim zapovijedima vode se kao "Hrvati" odnosno "hrvatski arkebuziri". Narednih godina bi bilo ustrojavano po nekoliko četa, a kasnije hrvatska pukovnija imala je i do 10.000 konjanika. Najveći broj Hrvata bio je 1636. godine, kada se u sklopu carske vojske nalazilo 19 pukovnija s oko 15.000 Hrvata. Nekolike zastave hrvatskih pukovnija iz Tridesetogodišnjeg rata danas se čuvaju se u Vojnom muzeju u Stockholmu. One tako predstavljaju najstarije ikada sačuvane hrvatske zastave.
Hrvati, imajući iskustva u dotadašnjem ratovanju s Osmanlijama, sa sobom donose vlastiti i poboljšani način ratovanja. Kao konjanici i kao pješaci bili su univerzalni ratnici svojeg vremena. Živjeći na granici s Osmanskim Carstvom, na kojoj se do tada već čitavo stoljeće ratovalo, Hrvati su izbrusili instinkt u snalaženju i preživljavanju. U bitkama bi Hrvati zauzimali mjesto na krilima kako bi natkrili protivnika, te upali u njegovu pozadinu.
Prvi spomen Hrvata u sklopu carske vojske je iz 1619. godine u bitci kod Zablatha. Kasnije se nalaze u sklopu careve vojske pod zapovjedništvom generala Boucquoisa u južnoj Češkoj, a sudjeluju i u pobjedi nad pobunjenim Česima u bitci na Bijeloj Gori (Bílá Hora). Sljedećih godina bore se pod zapovjedništvom generala Johanna Tserclaesa Tillya; sudjeluju u pohodu kroz Bavarsku, zatim u Palatinatu pa sve do rijeke Rajne. Hrvatski konjanici su se proslavili kada su 1623. godine kod Heidelberga na konjima preplivali Neckar, iznenadili protivnika te upali u grad. Kasnije se hrvatski vojnici nalaze pod zapovjedništvom Albrechta von Wallensteina.
Albrecht von Wallenstein je imao posebno dobro mišljenje o Hrvatima, pa je zapisao: 
Poslije sudjeluju u borbama protiv Gabora Bethlena, protestantskog princa iz Transilvanije koji je želio preoteti Habsburgovcima krunu. Tada je hrvatskim pukovnijama zapovijedao Juraj V. Zrinski. Nakon toga Hrvati sudjeluju u borbama protiv danskoga kralja Kristijana IV. koji je poražen u bitci kod Luttera am Barenberga. Sam kralj je protjeran sve do Danske te je bio prisiljen na potpisivanje primirja. U daljnjim borbama protiv Švedske Hrvati djeluju pod zapovjedništvom grofa Holcka, Gallanta i Saradetzkog. U prvoj bitci kod Breitenfelda hrvatsko konjaništvo je razbilo švedske pukovnije i uspjelo zarobiti četiri zastave i dva topa. U bitci kod Magdeburga 1631. godine ponovno su na konjima preplivali Labu i prvi prodrli u grad. Godine 1633. sudjeluju u pohodu na grad Leipzig.
Nakon poraza carske vojske, od švedskih protestantskih snaga u bitci kod Lützena, u kojoj je poginuo i švedski kralj Gustav II. Adolf, udružene carske snage izvojevale su pobjedu nad Šveđanima kod Nordlingena 7. rujna 1634. godine. Tada su Hrvati odigrali ključnu ulogu prodrvši u pozadinu, napadajući Šveđane s leđa. Prema jednoj od teorija sami Hrvati su ubili švedskog kralja Gustava, četverobridnim mačem koji je bio karakterističan samo za hrvatske lake konjanike.
Nakon što je Francuska ušla u rat na protestantskoj strani, Hrvati predvode prodore carske vojske do St. Dennisa, gotovo do samog Pariza. Kasnijim Rakoczyevim ustanakom u Ugarskoj i prodorom Šveđana do Praga pred sam kraj rata, Hrvati bivaju ponovno pozvani na bojna polja. Zbog pokazanog junaštva i vojne vještine, car i kralj Ferdinand III. imenovao je Nikolu Zrinskog 27. prosinca 1647. godine Generalom svih Hrvata (Croatorum omnium generalis).

## Oprema
Hrvatski vojnici bili su naoružani sabljom, palošem, dugim mačem za probijanje pancira, trobridnom ili četverobridnom šiljatom oštricom, buzdovanom, bojnim čekićem, sjekirom, te vatrenim oružjem arkebuzom. Pojedini konjanici su nosili i duga koplja te bič, kompozitni luk i strijele ili kolašicu. Kako bi ostvarivali što veću brzinu smanjivali su broj zaštitne opreme.
Među značajnijim dijelom odjeće hrvatskih konjanika je marama koju su Hrvati čvorom vezali oko vrata. Ona je služila kako bi se vojnici zaštitili od prašine i znoja te za previjanje rana. Kasnije je taj rubac u Parizu postao popularan modni ukras. Danas je ta marama u svijetu poznata kao „kravata” kojoj je ime nastalo od naziva za Hrvate.

## Mitovi
Povodom sudjelovanja brojnih hrvatskih vojnika u Tridesetogodišnjem ratu (1618. – 1648.), koji su širili strah medu protestantskim protivnicima, protuhrvatski nastrojeni promidžbenjaci često iznose kako na katedrali u istočnonjemačkom gradu Magdeburgu stoji natpis: Sačuvaj nas Bože kuge, gladi i Hrvata!
Prema Željku Bistroviću, navodni „citat natpisa na katedrali” je potpuna izmišljotina protuhrvatskog promidžbenjaka Laze M. Kostića iznijeta u knjizi Primeri hiljadugodišnje kulture Hrvata tiskanoj u Chicagu 1953. godine, koju su u novije doba rado prepisivali promidžbenjaci iz Srbije. Na katedrali u Magdeburgu takvog natpisa nema, a u napadu na Magdeburg je među preko 25 tisuća vojnika Katoličke lige sudjelovalo nekih 850 pripadnika hrvatske lake konjice.

## Poveznice
- Tridesetogodišnji rat
- Westfalski mir
- Husari
- Ferdinand II., car Svetog Rimskog Carstva
- Hrvatsko konjaništvo
- Arkebuza

## Vanjske poveznice
- Ernest Bauer, [ Tridesetogodišnji rat (1618.-1648.) i Hrvati, 1. dio][neaktivna poveznica], priredio: Đivo Bašić, dragovoljac.com, 2. srpnja 2013.
- Ernest Bauer, [ Tridesetogodišnji rat (1618.-1648.) i Hrvati, 2. dio][neaktivna poveznica], priredio: Đivo Bašić, dragovoljac.com, 3. srpnja 2013.
- Ernest Bauer, [ Tridesetogodišnji rat (1618.-1648.) i Hrvati, 3. dio][neaktivna poveznica], priredio: Đivo Bašić, dragovoljac.com, 4. srpnja 2013.